# Kildvärgspett
Kildvärgspett (Picumnus albosquamatus) är en fågel i familjen hackspettar inom ordningen hackspettartade fåglar.

## Utseende och läte
Kildvärgspetten är en mycket liten hackspett. Den har delvis vitfläckad olivbrun rygg och vitt bröst med svarta fjäll eller fläckar, beroende på område. Hjässan är svart med vita fläckar. Hanen är röd i pannan, honan svart. Sången består av en ljus drill.

## Utbredning och systematik
Kildvärgspett delas in i två underarter med följande utbredning:
- Picumnus albosquamatus albosquamatus – förekommer från norra Bolivia till sydvästra Brasilien (Mato Grosso) och angränsande norra Paraguay
- Picumnus albosquamatus guttifer – förekommer i Brasilien (östra Mato Grosso till Pará, Maranhão, Goiás och Minas Gerais)

## Status och hot
Arten har ett stort utbredningsområde, men tros minska i antal, dock inte tillräckligt kraftigt för att den ska betraktas som hotad. Internationella naturvårdsunionen IUCN listar arten som livskraftig (LC).